# 蛋白质合成GTP酶
蛋白质合成GTP酶（英語：Protein-synthesizing GTPases，EC 3.6.5.3）是指许多参与mRNA翻译为蛋白质的起始因子（IF）、延伸因子（EF）和释放因子（RF），其系统名为GTP phosphohydrolase (mRNA-translation-assisting)，包括翻译的起始因子如IF-2和延伸因子如EF-Tu。